# 예허나라 구이샹
예허나라 구이샹(葉赫那拉 桂祥, 1849년 3월 2일 ~ 1913년 12월 15일)은 예허나라 할아 출신으로, 만주 양황기인(鑲黃旗人, 만주어: ᡴᡠᠪᡠᡥᡝ
ᡤᡡᠰᠠ
ᡤᡡᠰᠠᡳ
 ᠨᡳᠶᠠᠯᠮᠠ Kubuhe Suwayan Gūsai Niyalma)으로 청 제국의 귀족 겸 외척이다.

## 생애
그는 청나라 문관 관료 후이정의 3남 4녀 가운데 차남이자 서자(庶子)이며, 청나라 제9대 황제 함풍제의 후궁인 서태후와 함풍제의 이복 서제(異服 庶弟)인 순현친왕의 본부인이었던 완전은 각각 그의 이복 누나이다.
35세 시절이던 1884년을 전후한 때부터 아편 중독자였던 그는 1887년 38세로 관직에 출사하였다. 1889년을 기하여 그가 40세 때 딸 효정경황후가 생질 광서제와 국혼을 치르면서 그는 광서제의 국구가 되었다.
1909년 3월 초순에는 당시 선통제 생부 순친왕 짜이펑의 검열과 외압 작전에 휘말려 천안문 문전에서 당시 베이징 황궁 도독 장쉰 장군으로부터 보름 남짓 내내 의관복 소지품 수색을 받는 수모를 겪기도 하였다.
1911년 신해혁명이 일어나자 전격 실각하였다. 이듬해 1912년 청나라가 멸망하고 중화민국이 성립되어 선통제가 퇴위하자 흥중회 측을 비롯한 중화민국 정부로부터 배척되었으며, 이듬해 1913년 2월 22일을 기하여 딸 효정경황후의 상을 치렀고, 자신 또한 같은 해 12월 15일을 기하여 향년 64세로 병사하였다.

### 인간 관계
그는 환관 내시이자 불교 신자였던 추이위구이(崔玉贵)를 사제(師弟)로 삼았으며, 황실 종친이자 장군 겸 정치가 공충친왕 혁흔(恭忠親王 奕訢)을 사부(師父)이자 주군(主君)으로 섬기었다.